# Panathenaeïsche amfora

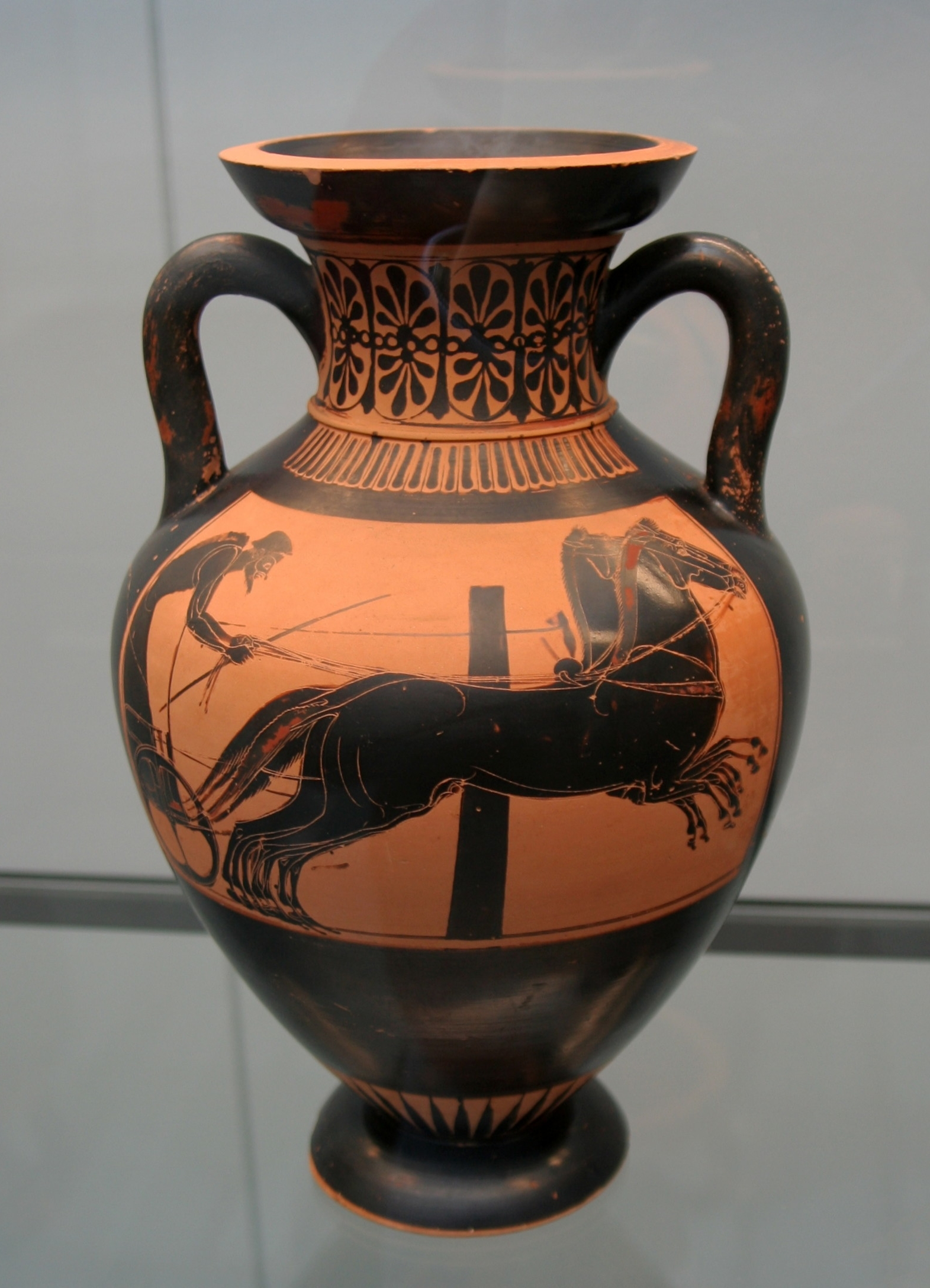
Panathenaeïsche amfora met afbeelding van een wagenrace, ca. 500 v.Chr.

Panathenaeïsche amfora of amfoor is de naam van de vazen die werden uitgereikt als prijs aan de winnaars van de sportwedstrijden tijdens de Panathenaeën te Athene.
De oudste Panathenaeïsche amforen dateren van halverwege de 6de eeuw v.Chr. en ze bleven gemaakt worden tot ver in de 2de eeuw v.Chr. De amforen waren 60 à 70 cm hoog, hadden een dikke buik en liepen spits toe naar een kleine voet. In de loop der tijd werden ze iets slanker. Op de vazen staat altijd aan de ene kant de godin Pallas Athena afgebeeld in haar wapenrusting met een opgeheven speer. Aan de andere kant is er een afbeelding van de sport waarin de prijs is behaald. Daarbij stond doorgaans in Griekse letters ‘Van de spelen in Athene’. In de 4de eeuw werden hier de namen van de archonten aan toegevoegd, wat maakt dat deze vazen zeer precies te dateren zijn.
Panathenaeïsche amforen nemen een aparte plaats in binnen het oud-Grieks aardewerk, omdat ze altijd zwartfigurig bleven, ook nadat de vaasschilders ca. 530 in het algemeen op de roodfigurige techniek overstapten. Dit diende om te benadrukken dat de Panathenaeën in een oude traditie stonden. De prijsamforen waren gevuld met olijfolie van de heilige olijfbomen.
Het aantal amforen dat een winnaar kreeg was afhankelijk van het sportonderdeel en de leeftijdscategorie waarin gewonnen werd. Zo kreeg de winnaar van het hardlopen voor jongens 30 amforen (tweede prijs: 6 amforen), terwijl de winnaar van de wagenrace voor volwassenen wel 140 amforen kreeg. Het totale aantal amforen dat op de Grote Panathenaeën werd uitgereikt bedroeg vanaf ca. 350 v.Chr. ten minste 1450.